# Asesinato de Jorge Mercado y Javier Arredondo
El asesinato de Jorge Antonio Mercado Alonso y Javier Francisco Arredondo Verdugo fue una ejecución extrajudicial cometida de manera injustificada por elementos del Ejército Mexicano en las instalaciones del campus central del Instituto Tecnológico y de Estudios Superiores de Monterrey, Nuevo León, México donde ambos estudiaban, el 19 de marzo de 2010. Cometidos los crímenes se manipuló la escena con el fin de simular que los dos estudiantes eran integrantes del crimen organizado y que se habían enfrentado al ejército, lo cual fue falso. El 19 de marzo de 2019 el gobierno de México admitió que Mercado y Arredondo eran inocentes y fueron asesinados, revictimizados y su honor fue puesto en duda, por lo cual pidió una disculpa pública por estos hechos.
El 18 de octubre del 2023 se emitió la primera sentencia en contra de los responsables. 

## Contexto
Jorge Antonio Mercado Alonso y Javier Francisco Arredondo Verdugo eran dos ingenieros en mecatrónica, ambos originarios de Saltillo, Coahuila. Mercado cursaba la maestría en Ciencias con especialidad en Sistemas de Manufactura y Arredondo el doctorado en Ciencias de la Ingeniería. La noche del 18 y madrugada del 19 de marzo se encontraban estudiando en la biblioteca de la universidad,donde acostumbraban estudiar hasta tarde. Ambos eran estudiantes becados y con calificaciones de excelencia. 
En el momento de los hechos el gobierno de México realizaba la campaña militar coloquialmente conocida como la Guerra contra el narcotráfico, por lo que era frecuente que en Monterrey y en otras ciudades mexicanas ocurrieran enfrentamientos armados entre la delincuencia organizada y fuerzas militares. 
En el momento del asesinato el presidente de México era Felipe Calderón, el gobernador de Nuevo León era Rodrigo Medina de la Cruz, el procurador del estado era Alejandro Garza y Garza; en tanto el secretario de la Defensa Nacional era Guillermo Galván Galván y el comandante de la Séptima Región Militar era Cuauhtémoc Antúnez.

## Hechos
Nota: los horarios son expresados en GMT -06:00
La noche del 18 de marzo de 2010 se registró un enfrentamiento armado entre tres camionetas de miembros del crimen organizado y soldados de la Séptima Zona Militar en Nuevo León pertenecientes al Ejército Mexicano así como corporaciones policíacas. Los hechos ocurrieron luego de que una denuncia anónima permitió a los militares liberar a dos mujeres que estaban secuestradas. Los delincuentes responsables de los hechos habrían logrado huir del lugar rompiendo el cerco militar en tres camionetas: una modelo pickup (con las características de una patrulla de la policía estatal), una camioneta marca Nissan modelo Armada y una camioneta marca GMC modelo Yukon GWD 2007, —esta última blindada—, en las cuales viajaban hombres armados. La camioneta modelo Yukon impactó con un vehículo militar en el cruce de la avenida Garza Sada y avenida Fernando García Roel, muy próximo a las instalaciones del Tecnológico de Monterrey y a uno de sus accesos. En este punto se registró un nuevo enfrentamiento de entre 30 y 45 minutos en el que los criminales bajaron del vehículo y abrieron fuego contra los militares.
En tanto Jorge Mercado y Javier Arredondo se encontraban dentro del campus. Un profesor de ambos los habría visto a las 22:30 horas en la biblioteca y —por investigaciones posteriores— se supo que ambos abandonaron las instalaciones a las 0:38 horas del 19 de marzo para cenar. Ambos volvieron a entrar y salir por el mismo acceso entre esa hora y las 00:59, mientras ocurría un nuevo enfrentamiento.
Según los peritajes balísticos, Jorge recibió seis disparos —dos de los cuales fueron realizados a corta distancia—; en tanto Javier presentó siete heridas de bala. Sumado a los disparos, ambos cuerpos presentaron golpes graves que fueron infringidos antes del asesinato con algún objeto "de bordes lisos". En dicho proceso fueron desaparecidas sus pertenencias incluidas sus mochilas y sus identificaciones del Tecnológico de Monterrey.
Además de los estudiantes, dos ciudadanos a bordo de una camioneta Ford Lobo fallecieron en el fuego cruzado . Dentro de la confusión ciudadanos habrían impactado otros vehículos al intentar escapar del sitio del enfrentamiento.

## Consecuencias
Los medios de comunicación que dieron cobertura a los hechos replicaron la versión oficial de que ambos jóvenes eran sicarios que iban "armados hasta los dientes", es decir, con armamento de gran potencia. Los padres de las víctimas observaban en las noticias el enfrentamiento, pero no sospecharon que sus hijos podrían estar involucrados en los hechos. Fue hasta que ambos estudiantes no llegaban a casa que los comenzaron a buscar. A las 5:29 de la mañana acudieron a las autoridades para buscar a los jóvenes, y la búsqueda se prolongaría por 48 horas más. Según los padres de las víctimas para entonces el Tec de Monterrey tenía ya la certeza de que eran sus estudiantes los muertos, pero lo omitieron para evitar un daño en su reputación. Los padres de las víctimas denunciaron que tanto las autoridades como integrantes de los medios de comunicación los trataban como si sus hijos efectivamente hubieran sido delincuentes.
La declaración inicial del personal del Ejército Mexicano y de algunos elementos de la Procuraduría General de Justicia del Estado de Nuevo León fue que los dos fallecidos no eran estudiantes, y que habían descendido de la Yukón blindada a enfrentar a los soldados, para huir después hacia el interior del Tec de Monterrey en donde murieron. Declaraciones posteriores del 21 de marzo de 2010 de las autoridades del Tec ya señalaban la confusión en la muerte de los estudiantes.

### Investigación
La CNDH emitió la Recomendación 45/2010 en agosto de 2010 afirmando la violación flagrante a los derechos de ambos jóvenes, que su muerte no había sido consecuencia de los disparos entre soldados y criminales, que sus cuerpos habían sido movidos de posición, que ambos habían sido golpeados y uno de ellos, Jorge, recibido disparos hechos a corta distancia. Asimismo la comisión acusó la ineficacia institucional de las diferentes instancias encargadas de la investigación y las indagatorias para hacer una obstaculización deliberada de la búsqueda de justicia, lo que derivaría en la dificultad posterior de sancionar a los culpables.
Una cámara de seguridad del Tec de Monterrey en la salida de Garza Sada y García Roel fue la pieza clave de las investigaciones. Las imágenes de dicho artefacto mostraron que las víctimas entraron y salieron del acceso del campus y que en dicho momento no portaban armas. La última vez que Jorge Antonio Mercado Alonso aparece con vida es a las 00:55, entre las 00:55:48 y las 00:55:51 la cámara registró en dos ocasiones luz de disparos y entre las 00:58:11 y 00:58:12 aparecen a cuadro los primeros militares dentro del campus.
Testimonios recabados por la CNDH indican que ambos jóvenes fueron baleados cerca de una caseta de vigilancia o el portón de la escuela, dentro de las instalaciones de la universidad. Otro testimonio indica que un militar le habría ordenado tirarse al suelo en esa área, que los soldados tomaron el control de la misma y que a continuación se escucharon disparos. Su muerte no fue instantánea, y según indicios de los peritos los golpes presentados en la cara pudieron haber sido recibidos después de los disparos.
A partir de los hechos los padres de ambos jóvenes iniciaron una lucha tanto por la justicia en el caso, como por forzar al gobierno de limpiar el honor de los asesinados. El 15 de marzo de 2012 estudiantes compañeros de los dos jóvenes salieron a las calles de Monterrey a exigir justicia y desde la Asamblea Estudiantil del Tecnológico, organización de ese campus, se comenzaron a organizar distintas protestas. Derivado de ello surgió en redes sociales la etiqueta #TodosSomosJorgeyJavier incluido un video donde jóvenes estudiantes exigieron justicia en el caso.
Pese a la recomendación de la CNDH que fue aceptada tanto por el gobierno del estado de Nuevo León, el ejército y distintas dependencias judiciales, la versión sobre los estudiantes como criminales fue sostenida en los años siguientes desde el gobierno mexicano.
En 2010 un soldado del ejército presuntamente partícipe de los hechos fue encarcelado bajo jurisdicción militar y fue exonerado. En 2016 el caso pasó a jurisdicción civil, por lo cual hay indiciados judicialmente seis soldados, tres de ellos detenidos sin sentencia, dos más habrían desertado y se encuentran prófugos y otro se encuentra desaparecido.
En 2018 fue publicado el documental Hasta los dientes de Alberto Arnaut, quien fue amigo de uno de los estudiantes, y que formó parte de Ambulante ese año. Dicho documental, que se proyectó en 400 salas en el país en septiembre de ese año, logró contribuir a que el caso se colocara de nuevo en la esfera pública y proseguir la búsqueda de justicia.

### Disculpa pública
El 19 de marzo de 2019 la secretaria de gobernación de México Olga Sánchez Cordero realizó un evento de disculpa pública a Rosa Elvia Mercado Alonso y Lorenzo Joel Medina Salazar, quienes son padres de Jorge Antonio; y a Haydeé Verdugo Villalobos y Aurelio Javier Arredondo Rodríguez, padres de Javier Francisco. La secretaria dijo en ese evento:

Les ofrezco una disculpa pública por el daño a la imagen, el honor y la buena fama de Jorge Antonio y Javier Francisco, derivadas de las falsas imputaciones por diversas autoridades del Estado mexicano, y por la alteración de la escena de los hechos. Quiero decirlo de manera clara y tajante: Jorge Antonio Mercado Alonso y Javier Francisco Arredondo Verdugo, eran estudiantes de excelencia del Tecnológico de Monterrey, no sicarios.
Olga Sánchez Cordero

### Sentencia
El 18 de octubre del 2023 —13 años después de los hechos— el juez Reynoso Castillo sentenció a cinco militares involucrados; esta primera sentencia otorga 90 años de prisión por los delitos de ejecución extrajudicial, aunque a esa fecha existen cinco delitos imputados que aún no son procesados: robo de identidad, abuso de autoridad, exceso de fuerza, entre otros delitos administrativos que involucran a la cadena de mando de las fuerzas armadas.